# Симеон Радев (нос)
Носът Симеон Радев (на английски: ’’Radev Point’’) е нисък и остър скалист морски нос в югоизточния край на остров Ръгед (Грапав) край западния бряг на остров Ливингстън. Разположен 1,05 km югозападно от нос Вунд, 2,62 km западно от нос Лаагер на остров Ливингстън, и 4,5 km източно от нос Бенсън. Районът е посещаван от ловци на тюлени през 19 век.
Координатите му са: 62°38′24.9″ ю. ш. 61°12′06″ з. д. / 62.64025° ю. ш. 61.201667° з. д..
Наименуван е на българския историограф, писател и дипломат Симеон Радев (1879 – 1967). Името е официално дадено на 15 декември 2006 г. Обнародвано е с указ на Президента на Република България от 31 май 2016 г.
Британско картографиране от 1968 г., испанско от 1992 г., българско от 2005 г. и 2009 г.

## Карти
- L.L. Ivanov et al, Antarctica: Livingston Island, South Shetland Islands (from English Strait to Morton Strait, with illustrations and ice-cover distribution), 1:100000 scale topographic map, Antarctic Place-names Commission of Bulgaria, Sofia, 2005
- Л. Иванов. Антарктика: Остров Ливингстън и острови Гринуич, Робърт, Сноу и Смит. Топографска карта в мащаб 1:120000. Троян: Фондация Манфред Вьорнер, 2009. ISBN 978-954-92032-4-0